# ذا أرينا (أحمد آباد)
 ملعب ذا أرينا (أحمد آباد)، EKA Arena by TransStadia أو ببساطة EKA Arena ، هو ملعب متعدد الأغراض في أحمد آباد ، غوجارات ، ويقع في بحيرة Kankaria . تم الانتهاء من الاستاد في عام 2016 وافتتح رسميا في 7 أكتوبر 2016. تبلغ سعتها أكثر من 25000 شخص في الملعب الخارجي وأكثر من 5000 شخص في الساحة الداخلية وملعب لكرة القدم القياسي من FIFA. تم إنشاؤه بموجب شراكة بين القطاعين العام والخاص (PPP) مع حكومة ولاية غوجارات و SE TransStadia لتطوير ثقافة الرياضة في الهند.